# August Schwemann
August (Wilhelm) Schwemann (* 23. Mai 1862 in Hildesheim; † 3. April 1945 in Bad Hindelang) war ein  deutscher Bergbaukundler und Rektor der RWTH Aachen.

## Leben und Wirken
Nach seinem Abitur im Jahr 1882 studierte Schwemann an der Bergakademie Freiberg und an der Bergakademie Clausthal Bergbau- und Hüttenkunde.  Nach seinem Bergassessor-Examen im Jahr 1892 arbeitete er zunächst als Assistent an mehreren Institutionen, bevor er am 1. Oktober 1904 als ordentlicher Professor für Bergbaukunde an die Fakultät für Bergbau- und Hüttenkunde, Chemie und Elektrotechnik der RWTH Aachen berufen wurde. Hier blieb er bis zu seiner Emeritierung im Jahre 1929, wurde zwischenzeitlich zum Geheimen Bergrat befördert und leitete die RWTH Aachen von 1922 bis 1924 auch in der Nachfolge von Paul Gast als deren Rektor sowie anschließend noch weitere drei Jahre als Prorektor unter Hermann Bonin.
Sein Hauptforschungs- und Lehrgebiet war der gesamte Bereich des Tiefbohrwesens, aber darüber hinaus setzte er sich vor allem später als Rektor und Prorektor verstärkt für die akademische Selbstverwaltung ein.

### Ehrungen
Die RWTH Aachen ehrte August Schwemann noch mit dem Titel eines Doktor Ing. e. h. sowie als Namensgeber der Schwemannstiftung für den Lehrstuhl für Bergbaukunde, gestiftet von seinen Schülern und Freunden aus Anlass des 25-jährigen Dienstjubiläums als Professors im Jahr 1930. Die Stiftung besaß zu Beginn einen Kapitalstock von 11.000 Reichsmark und deren Zinsen sollten für die Belange des Lehrstuhls verwendet werden. Bis 1942 konnte die Stiftung noch nachgewiesen werden und anschließend wurde sie in dieser Form nicht wieder erwähnt.

### Mitgliedschaften
In Freiberg wurde Schwemann Mitglied des Corps Teutonia Freiberg (heute Palaeo-Teutonia Aachen), in Clausthal Mitglied des Corps Montania Clausthal. 1890 trat Schwemann der Freimaurerloge Pforte zum Tempel des Lichts in Hildesheim bei. Er war Mitglied des Vereins Deutscher Ingenieure (VDI) und des Aachener Bezirksvereins des VDI.

## Werke (Auswahl)
- Das Tiefbohrwesen; Leipzig: Engelmann, 1924
- Die Entwicklung des deutschen Bergbaues; Berlin: VDI-Verlag, 1928